# Hostomice pod Brdy
Hostomice pod Brdy – stacja kolejowa w miejscowości Hostomice, w kraju środkowoczeskim, w Czechach. Znajduje się na wysokości 355 m n.p.m.
Jest zarządzana przez Správę železnic. Na stacji nie ma możliwości zakupu biletów, a obsługa podróżnych odbywa się w pociągu.

## Linie kolejowe
- 172 Zadní Třebaň - Lochovice